# Cheiracanthium
Genre
Synonymes
- Eutittha Thorell, 1878
- Chiracanthops Mello-Leitão, 1942
- Helebiona Benoit, 1977

Cheiracanthium est un genre d'araignées aranéomorphes de la famille des Cheiracanthiidae.

## Distribution
Les espèces de ce genre se rencontrent en Asie, en Europe, en Afrique, en Amérique et en Océanie.

## Liste des espèces
Selon World Spider Catalog (version 26, 11/03/2025) :
- Cheiracanthium abbreviatum Simon, 1878
- Cheiracanthium aculeatum Simon, 1884
- Cheiracanthium aden Lotz, 2007
- Cheiracanthium adjacens O. Pickard-Cambridge, 1885
- Cheiracanthium adjacensoides Song, Chen & Hou, 1990
- Cheiracanthium africanum Lessert, 1921
- Cheiracanthium aizwalense B. Biswas & K. Biswas, 2007
- Cheiracanthium aladanense Lotz, 2007
- Cheiracanthium albidulum (Blackwall, 1859)
- Cheiracanthium ambrense Lotz, 2014
- Cheiracanthium ampijoroa Lotz, 2014
- Cheiracanthium andamanense (Tikader, 1977)
- Cheiracanthium andranomay Lotz, 2014
- Cheiracanthium angolense Lotz, 2007
- Cheiracanthium angulitarse Simon, 1878
- Cheiracanthium anjozorobe Lotz, 2014
- Cheiracanthium annulipes O. Pickard-Cambridge, 1872
- Cheiracanthium antungense Chen & Huang, 2012
- Cheiracanthium apia Platnick, 1998
- Cheiracanthium approximatum O. Pickard-Cambridge, 1885
- Cheiracanthium arcilongum Li & Zhang, 2023
- Cheiracanthium ashleyi Lotz, 2014
- Cheiracanthium auenati Caporiacco, 1936
- Cheiracanthium auriculatum J. S. Zhang, G. R. Zhang & Yu, 2018
- Cheiracanthium bannaensis Li & Zhang, 2024
- Cheiracanthium bantaengi Merian, 1911
- Cheiracanthium barbarum (Lucas, 1846)
- Cheiracanthium bawanglingense Li & Zhang, 2024
- Cheiracanthium bifurcatum Li & Zhang, 2024
- Cheiracanthium boendense Lotz, 2015
- Cheiracanthium brevicalcaratum L. Koch, 1873
- Cheiracanthium brevidens Kroneberg, 1875
- Cheiracanthium brevispinum Song, Feng & Shang, 1982
- Cheiracanthium buri Esyunin & Efimik, 2021
- Cheiracanthium campestre Lohmander, 1944
- Cheiracanthium canariense Wunderlich, 1987
- Cheiracanthium catindigae Barrion & Litsinger, 1995
- Cheiracanthium caudatum (Thorell, 1887)
- Cheiracanthium chayuense Li & Zhang, 2019
- Cheiracanthium circulum Li & Zhang, 2023
- Cheiracanthium conflexum Simon, 1906
- Cheiracanthium conspersum (Thorell, 1891)
- Cheiracanthium crucigerum Rainbow, 1920
- Cheiracanthium danieli Tikader, 1975
- Cheiracanthium daofeng Yu & Li, 2020
- Cheiracanthium daquilium Barrion & Litsinger, 1995
- Cheiracanthium debile Simon, 1890
- Cheiracanthium denisi Caporiacco, 1939
- Cheiracanthium digitatum Li & Zhang, 2023
- Cheiracanthium dippenaarae Lotz, 2007
- Cheiracanthium duanbi Yu & Li, 2020
- Cheiracanthium echinulatum J. S. Zhang, G. R. Zhang & Yu, 2018
- Cheiracanthium effossum Herman, 1879
- Cheiracanthium elegans Thorell, 1875
- Cheiracanthium equestre O. Pickard-Cambridge, 1874
- Cheiracanthium erraticum (Walckenaer, 1802)
- Cheiracanthium eutittha Bösenberg & Strand, 1906
- Cheiracanthium excavatum Rainbow, 1920
- Cheiracanthium exilipes (Lucas, 1846)
- Cheiracanthium exquestitum Zhang & Zhu, 1993
- Cheiracanthium falcatum Chen, Huang, Chen & Wang, 2006
- Cheiracanthium falcis Lotz, 2015
- Cheiracanthium festae Pavesi, 1895
- Cheiracanthium fibrosum Zhang, Hu & Zhu, 1994
- Cheiracanthium filiapophysium Chen & Huang, 2012
- Cheiracanthium fisheri Lotz, 2014
- Cheiracanthium floresense Wunderlich, 2008
- Cheiracanthium foordi Lotz, 2015
- Cheiracanthium foulpointense Lotz, 2014
- Cheiracanthium fujianense Gong, 1983
- Cheiracanthium fulvotestaceum Simon, 1878
- Cheiracanthium furax L. Koch, 1873
- Cheiracanthium furculatum Karsch, 1879
- Cheiracanthium ghanaense Lotz, 2015
- Cheiracanthium gobi Schmidt & Barensteiner, 2000
- Cheiracanthium gou Yu & Li, 2020
- Cheiracanthium gracile L. Koch, 1873
- Cheiracanthium gratum Kulczyński, 1897
- Cheiracanthium griswoldi Lotz, 2014
- Cheiracanthium hainanense (Li & Zhang, 2024)
- Cheiracanthium halophilum Schmidt & Piepho, 1994
- Cheiracanthium haroniense Lotz, 2007
- Cheiracanthium himalayense Gravely, 1931
- Cheiracanthium hypocyrtum Zhang & Zhu, 1993
- Cheiracanthium ienisteai Sterghiu, 1985
- Cheiracanthium ilicis Morano & Bonal, 2016
- Cheiracanthium impressum Thorell, 1881
- Cheiracanthium incertum O. Pickard-Cambridge, 1869
- Cheiracanthium inclusum (Hentz, 1847)
- Cheiracanthium incomptum (Thorell, 1891)
- Cheiracanthium indicum O. Pickard-Cambridge, 1874
- Cheiracanthium inflatum Wang & Zhang, 2013
- Cheiracanthium inornatum O. Pickard-Cambridge, 1874
- Cheiracanthium insigne O. Pickard-Cambridge, 1874
- Cheiracanthium insulanum (Thorell, 1878)
- Cheiracanthium insulare L. Koch, 1866
- Cheiracanthium insulare (Vinson, 1863)
- Cheiracanthium iranicum Esyunin & Zamani, 2020
- Cheiracanthium isiacum O. Pickard-Cambridge, 1874
- Cheiracanthium itakeum Barrion & Litsinger, 1995
- Cheiracanthium jabalpurense Majumder & Tikader, 1991
- Cheiracanthium japonicum Bösenberg & Strand, 1906
- Cheiracanthium jiuquan Li & Zhang, 2023
- Cheiracanthium jocquei Lotz, 2014
- Cheiracanthium joculare Simon, 1909
- Cheiracanthium jorgeense Wunderlich, 2008
- Cheiracanthium jovium Denis, 1947
- Cheiracanthium kabalense Lotz, 2015
- Cheiracanthium kakamega Lotz, 2015
- Cheiracanthium kakumense Lotz, 2015
- Cheiracanthium kashmirense Majumder & Tikader, 1991
- Cheiracanthium kazachstanicum Ponomarev, 2007
- Cheiracanthium kenyaense Lotz, 2007
- Cheiracanthium kibonotense Lessert, 1921
- Cheiracanthium klabati Merian, 1911
- Cheiracanthium knipperi Lotz, 2011
- Cheiracanthium kupense Lotz, 2007
- Cheiracanthium lanceolatum Chrysanthus, 1967
- Cheiracanthium lascivum Karsch, 1879
- Cheiracanthium leucophaeum Simon, 1897
- Cheiracanthium ligawsolanum Barrion & Litsinger, 1995
- Cheiracanthium liplikeum Barrion & Litsinger, 1995
- Cheiracanthium liuyangense Xie, Yin, Yan & Kim, 1996
- Cheiracanthium lompobattangi Merian, 1911
- Cheiracanthium longipes (Thorell, 1890)
- Cheiracanthium ludovici Lessert, 1921
- Cheiracanthium lukiense Lotz, 2015
- Cheiracanthium madagascarense Lotz, 2014
- Cheiracanthium mahajanga Lotz, 2014
- Cheiracanthium malkini Lotz, 2007
- Cheiracanthium mangiferae Workman, 1896
- Cheiracanthium maraisi Lotz, 2007
- Cheiracanthium margaritae Sterghiu, 1985
- Cheiracanthium marplesi Chrysanthus, 1967
- Cheiracanthium mayombense Lotz, 2015
- Cheiracanthium melanostomum (Thorell, 1895)
- Cheiracanthium mertoni Strand, 1911
- Cheiracanthium mildei L. Koch, 1864
- Cheiracanthium minahassae Merian, 1911
- Cheiracanthium minshullae Lotz, 2007
- Cheiracanthium minusculum Zamani & Marusik, 2025
- Cheiracanthium minutum Baba & Tanikawa, 2024
- Cheiracanthium molle L. Koch, 1875
- Cheiracanthium mondrainense Main, 1954
- Cheiracanthium mongolicum Schenkel, 1963
- Cheiracanthium monstrum Zamani & Marusik, 2025
- Cheiracanthium montanum L. Koch, 1877
- Cheiracanthium mordax L. Koch, 1866
- Cheiracanthium murinum (Thorell, 1895)
- Cheiracanthium mysorense Majumder & Tikader, 1991
- Cheiracanthium nalsaroverense B. H. Patel & H. K. Patel, 1973
- Cheiracanthium nervosum Simon, 1909
- Cheiracanthium nickeli Lotz, 2011
- Cheiracanthium occidentale L. Koch, 1882
- Cheiracanthium olliforme Zhang & Zhu, 1993
- Cheiracanthium oncognathum Thorell, 1871
- Cheiracanthium pauriense Majumder & Tikader, 1991
- Cheiracanthium pelasgicum (C. L. Koch, 1837)
- Cheiracanthium pennatum Simon, 1878
- Cheiracanthium pennuliferum Simon, 1909
- Cheiracanthium pennyi O. Pickard-Cambridge, 1873
- Cheiracanthium peregrinum Thorell, 1899
- Cheiracanthium pichoni Schenkel, 1963
- Cheiracanthium poonaense Majumder & Tikader, 1991
- Cheiracanthium potanini Schenkel, 1963
- Cheiracanthium punctipedellum Caporiacco, 1949
- Cheiracanthium punctorium (Villers, 1789)
- Cheiracanthium punjabense Sadana & Bajaj, 1980
- Cheiracanthium ransoni Lotz, 2014
- Cheiracanthium rehobothense Strand, 1915
- Cheiracanthium rothi Lotz, 2014
- Cheiracanthium ruandana (Strand, 1916)
- Cheiracanthium rupicola (Thorell, 1897)
- Cheiracanthium russellsmithi Lotz, 2007
- Cheiracanthium rwandense Lotz, 2011
- Cheiracanthium saccharanalis Mukhtar, 2015
- Cheiracanthium sadanai Tikader, 1976
- Cheiracanthium sakoemicum Roewer, 1938
- Cheiracanthium salsicola Simon, 1932
- Cheiracanthium sambii Patel & Reddy, 1991
- Cheiracanthium sansibaricum Strand, 1907
- Cheiracanthium saraswatii Tikader, 1962
- Cheiracanthium schenkeli Caporiacco, 1949
- Cheiracanthium seidlitzi L. Koch, 1864
- Cheiracanthium seshii Patel & Reddy, 1991
- Cheiracanthium shilabira Lotz, 2015
- Cheiracanthium shiluvanense Lotz, 2007
- Cheiracanthium sikkimense Majumder & Tikader, 1991
- Cheiracanthium silaceum Rainbow, 1897
- Cheiracanthium simaoense Zhang & Yin, 1999
- Cheiracanthium simplex Thorell, 1899
- Cheiracanthium sistani Zamani & Marusik, 2025
- Cheiracanthium siwi El-Hennawy, 2001
- Cheiracanthium solidum Zhang, Zhu & Hu, 1993
- Cheiracanthium soputani Merian, 1911
- Cheiracanthium spectabile (Thorell, 1887)
- Cheiracanthium sphaericum Zhang, Zhu & Hu, 1993
- Cheiracanthium stratioticum L. Koch, 1873
- Cheiracanthium streblowi L. Koch, 1879
- Cheiracanthium subinsulanum Li & Zhang, 2019
- Cheiracanthium submordax Zhang, Zhu & Hu, 1993
- Cheiracanthium taegense Paik, 1990
- Cheiracanthium tagorei Biswas & Raychaudhuri, 2003
- Cheiracanthium taiwanicum Chen, Huang, Chen & Wang, 2006
- Cheiracanthium tanmoyi Biswas & Roy, 2005
- Cheiracanthium tanzanense Lotz, 2015
- Cheiracanthium taprobanense Strand, 1907
- Cheiracanthium tenue L. Koch, 1873
- Cheiracanthium tetragnathoide Caporiacco, 1949
- Cheiracanthium tigbauanense Barrion & Litsinger, 1995
- Cheiracanthium torricellianum Strand, 1911
- Cheiracanthium torsivum Chen & Huang, 2012
- Cheiracanthium triviale (Thorell, 1895)
- Cheiracanthium trivittatum Simon, 1906
- Cheiracanthium truncatum (Thorell, 1895)
- Cheiracanthium turanicum Kroneberg, 1875
- Cheiracanthium turiae Strand, 1917
- Cheiracanthium uncinatum Paik, 1985
- Cheiracanthium unicum Bösenberg & Strand, 1906
- Cheiracanthium vankhedei Marusik & Fomichev, 2016
- Cheiracanthium vansoni Lawrence, 1936
- Cheiracanthium verdense Lotz, 2011
- Cheiracanthium virescens (Sundevall, 1833)
- Cheiracanthium vorax O. Pickard-Cambridge, 1874
- Cheiracanthium warsai Mukhtar, 2015
- Cheiracanthium wiehlei Chrysanthus, 1967
- Cheiracanthium wilma (Benoit, 1977)
- Cheiracanthium wuquan Yu & Li, 2020
- Cheiracanthium xinjiangense Li & Zhang, 2023
- Cheiracanthium zebrinum Savelyeva, 1972
- Cheiracanthium zhejiangense Hu & Song, 1982

## Systématique et taxinomie
Ce genre a été décrit par C. L. Koch en 1839.
Chiracanthops a été placé en synonymie par Bonaldo et Brescovit en 1992.
Helebiona a été placé en synonymie par Lotz en 2007.
Eutittha, placé en synonymie par Simon en 1897, relevé de synonymie par Esyunin et Zamani en 2020, a été placé en synonymie par Raven et Hebron en 2024.

## Publication originale
- C. L. Koch, 1839 : Die Arachniden. Nürnberg, vol. 6, p. 1-156.